# Kultura Liangzhu

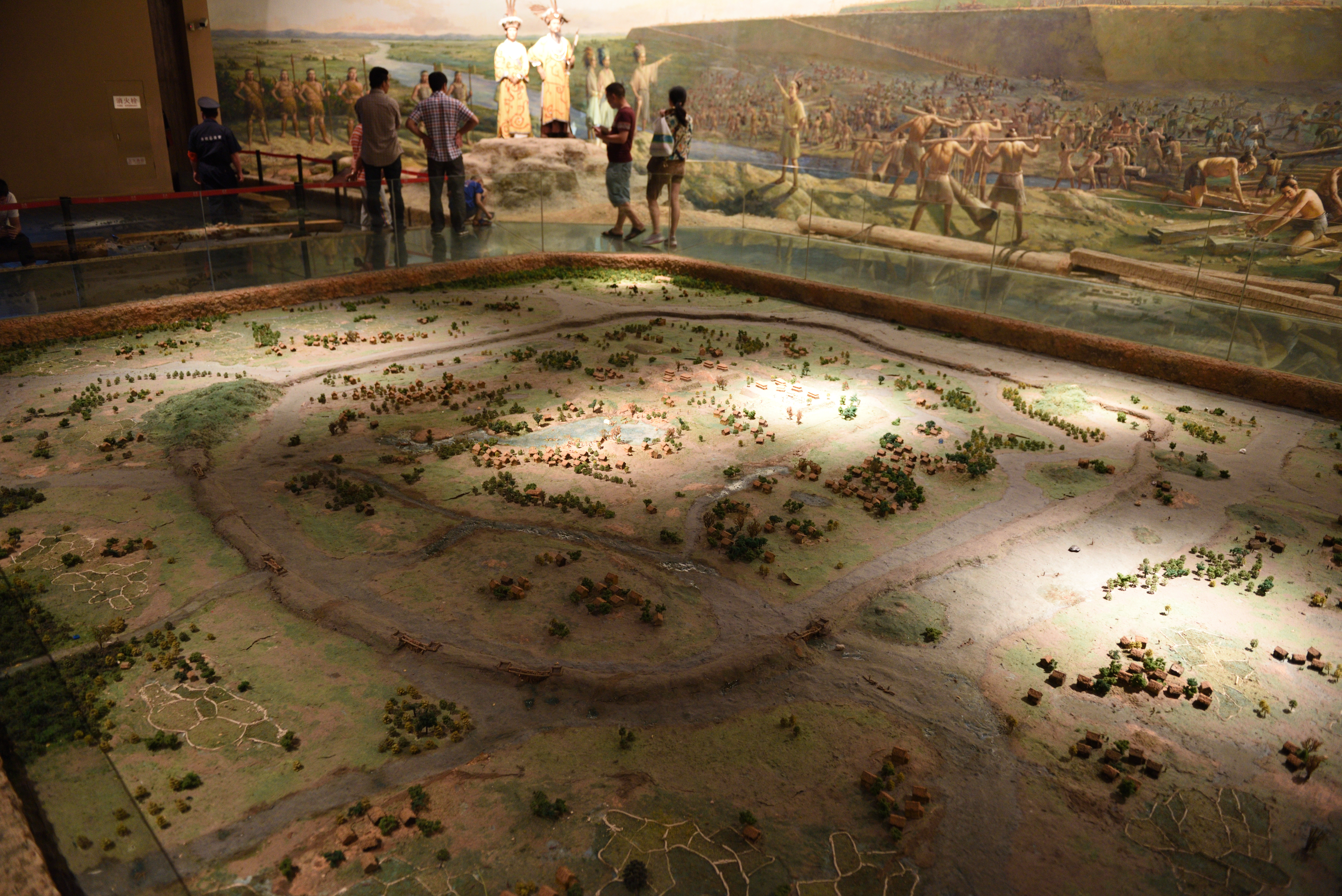
Model miasta Liangzhu w Muzeum Liangzhu

Kultura Liangzhu – chińska kultura neolityczna zajmująca dolną część delty Jangcy w regionie jeziora Tai Hu, datowana na okres od ok. 3300 do 2300 p.n.e.
Centrum kultury Liangzhu była odkryta w 1936 osada nazwana przez archeologów Starożytnym Miastem Liangzhu, która stała się eponimicznym stanowiskiem całej kultury. Kultura Liangzhu została zidentyfikowana jako kultura neolityczna na podstawie czarnej ceramiki, którą łączono wówczas z wpływem kultury Longshan, tym samym traktując Liangzhu jako odgałęzienie tradycji kulturalnej dolnego biegu Huang He. Późniejsze badania pokazały jednak, że w rzeczywistości kultura Liangzhu była wcześniejsza od Longshan i współistniała z poprzedniczką tej ostatniej, kulturą Dawenkou.
Położone na południowy zachód od jeziora Tai Hu miasto Liangzhu było zbudowane koncentrycznie, z centrum pałacowym (stanowisko Mojiaoshan) zajmującym ok. 30 ha, położonym na wyniesionej na ponad 10 m platformie z ziemi i składającym się z kilku założeń architektonicznych o dużej skali (do 3 ha), miastem wewnętrznym (300 ha), otoczonym murem miastem zewnętrznym (800 ha) oraz "zadziwiająco rozgałęzionym i rozwiniętym systemem hydraulicznym w okolicznym terenie, który kontrolował wylewy wody oraz ułatwiał jej transport drogami wodnymi". Budowę wielkich murów wokół miasta rozpoczęto w późnej fazie kultury Liangzhu (2600–2400 p.n.e.) i wkrótce stało się ono "największym znanym zamieszkałym terenem otoczonym murem w ówczesnych Chinach". 
Miasto Liangzhu było niewątpliwym centrum całej kultury – spośród 400 stanowisk kultury Liangzhu około 150 znajduje się na terenie kompleksu osady Liangzhu położonym w północno-wschodniej części dzisiejszego miasta Hangzhou i zajmującym ok. 50 km². To dlatego mówi się o "mieście" Liangzhu, a Su Binqi pisał nawet o "stolicy" i "królestwie" Liangzhu. Oprócz miasta Liangzhu dwa ważne centra koncentracji osadnictwa znajdowały się odpowiednio na północno-wschodnim wybrzeżu jeziora Tai Hu, obejmując południe prowincji Jiangsu i większość dzisiejszego Szanghaju (m.in. stanowiska Sidun i Fuquanshan) oraz na południowy wschód od jeziora, obejmując część dzisiejszej prowincji Zhejiang. Jeśli chodzi o jej naturalny krajobraz, kultura Liangzhu może być uważana za starożytne społeczeństwo połączone rzekami i strumieniami, nad którymi zazwyczaj były położone osady. Cmentarzyska kultury Liangzhu były z reguły położone na naturalnych wzniesieniach.
Budowa tak wielkiego miasta jak Liangzhu, w którą zaangażowana była wyrafinowana inżynieria, wymagała rozwiniętej organizacji zarządzania zasobami i siłą roboczą. W porównaniu do poprzedzającej ją kultury Songze społeczeństwo kultury Liangzhu było bardziej zhierarchizowane, zaś uprzywilejowanie elity potwierdzają bogate pochówki, oznaczone usypanymi z ziemi strukturami o kształcie piramidy. Szczególne miejsce wśród wyposażenia grobowego miejscowej elity zajmują przedmioty z żadu, o wiele liczniejsze, pracochłonne i bardziej zaawansowane technicznie niż wcześniejsze przykłady żadów. Dla przykładu na cmentarzysku Fanshan w pobliżu miasta Liangzhu znaleziono jedenaście jam grobowych umieszczonych w sztucznym nasypie z ziemi, które zawierały ponad 1200 przedmiotów wyposażenia grobowego, z czego 90 procent było żadami, co daje pewne pojęcie o skali miejscowej produkcji przedmiotów z żadu. Ze względu na jakość i ilość wyrobów z żadu kultura Liangzhu, wraz ze współczesną jej kulturą Hongshan, nazywana jest "kulturą żadu". Spośród przedmiotów z żadu kojarzonych z kulturą Liangzhu należy wymienić przede wszystkim dyski bi, topory yue oraz tuby cong, "stanowiące znak rozpoznawczy kultury Liangzhu".
W roku 2019 ruiny miasta Liangzhu zostały wpisane na listę światowego dziedzictwa UNESCO.

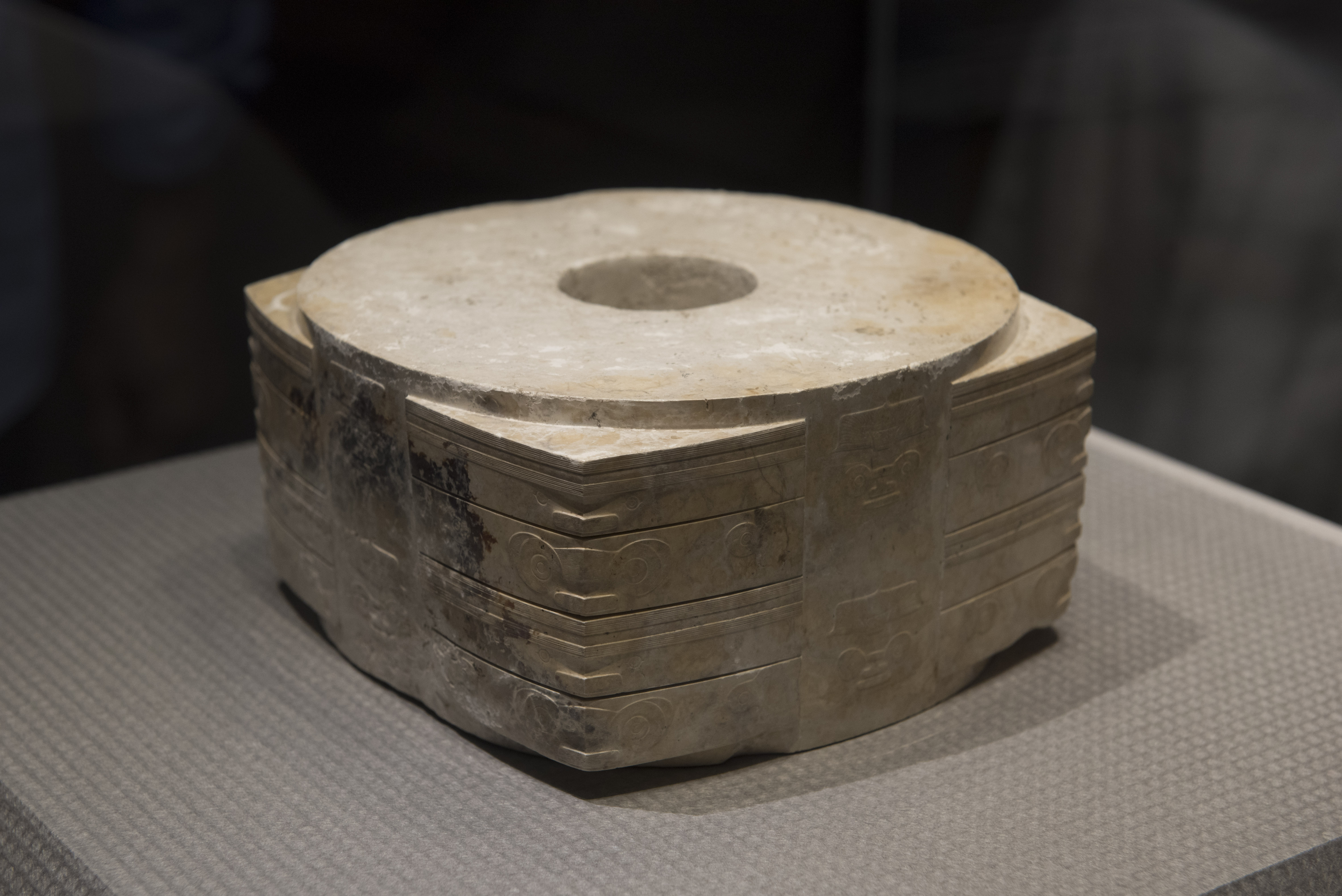
Królewski cong z żadu znaleziony na cmentarzysku Fanshan. Muzeum Prowincji Zhejiang
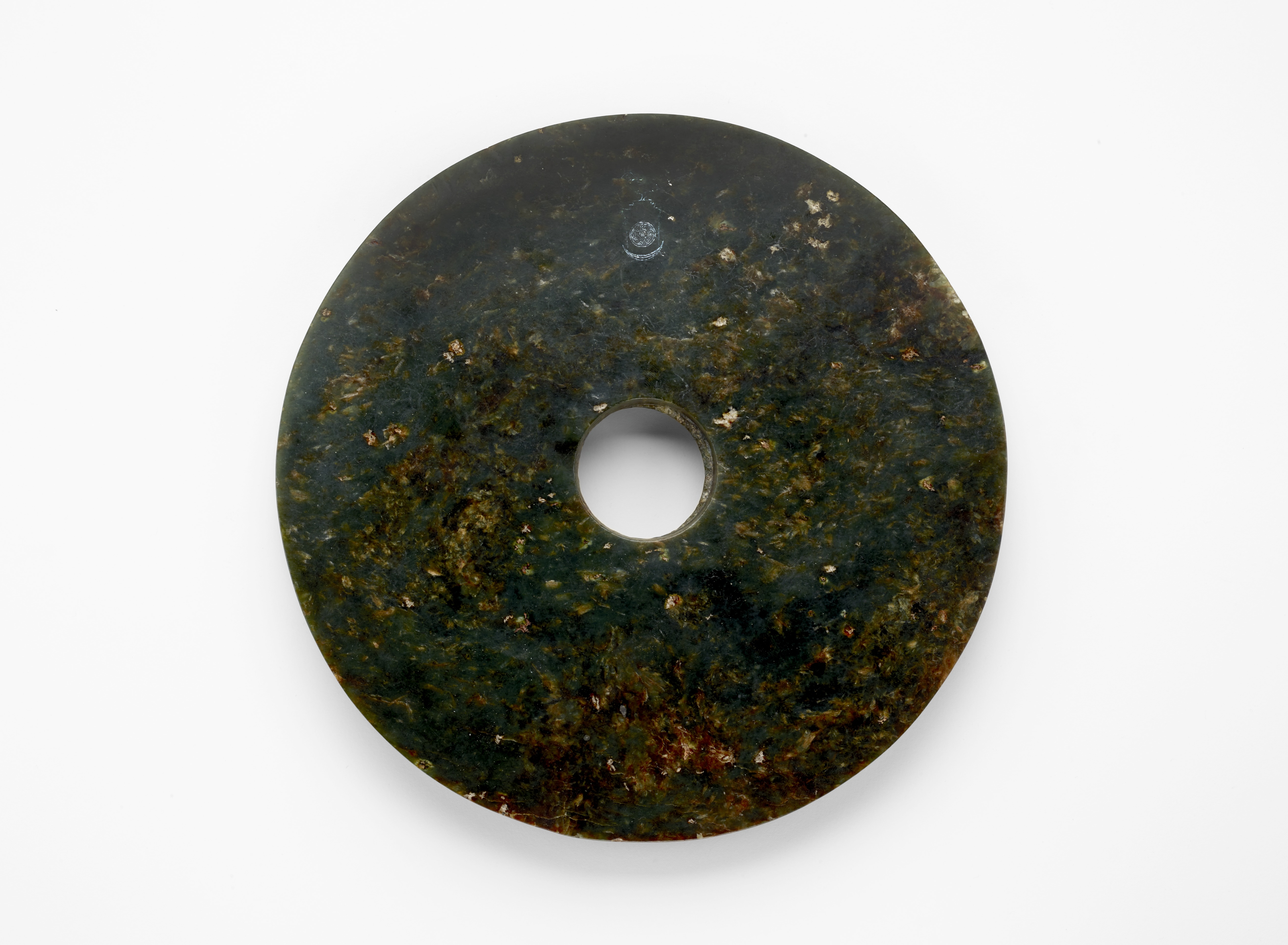
Dysk bi z wyciętym glyfem i dekorowaną krawędzią. Freer and Sackler Galleries
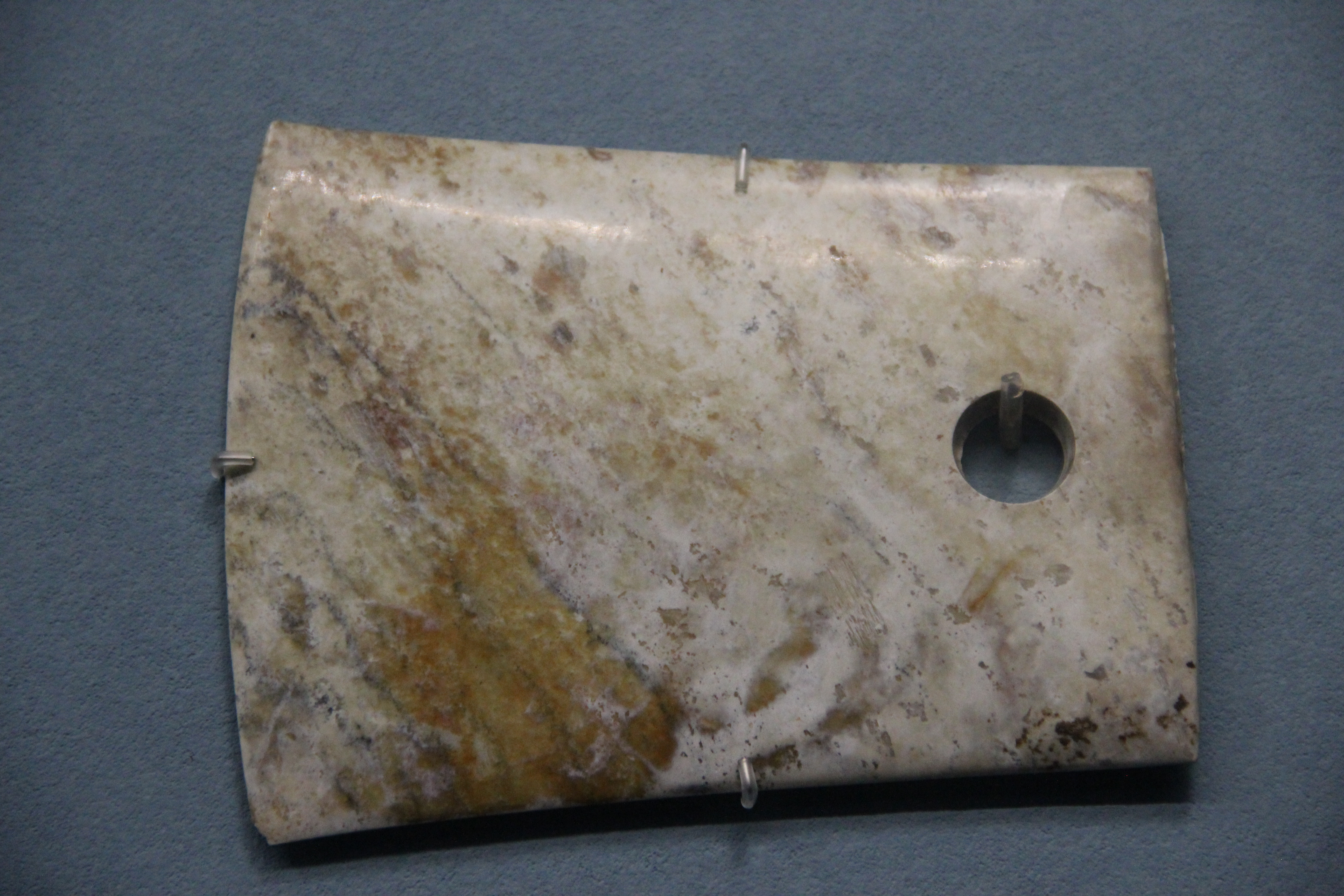
Ostrze topora (yue) z żadu. Narodowe Muzeum Pałacowe
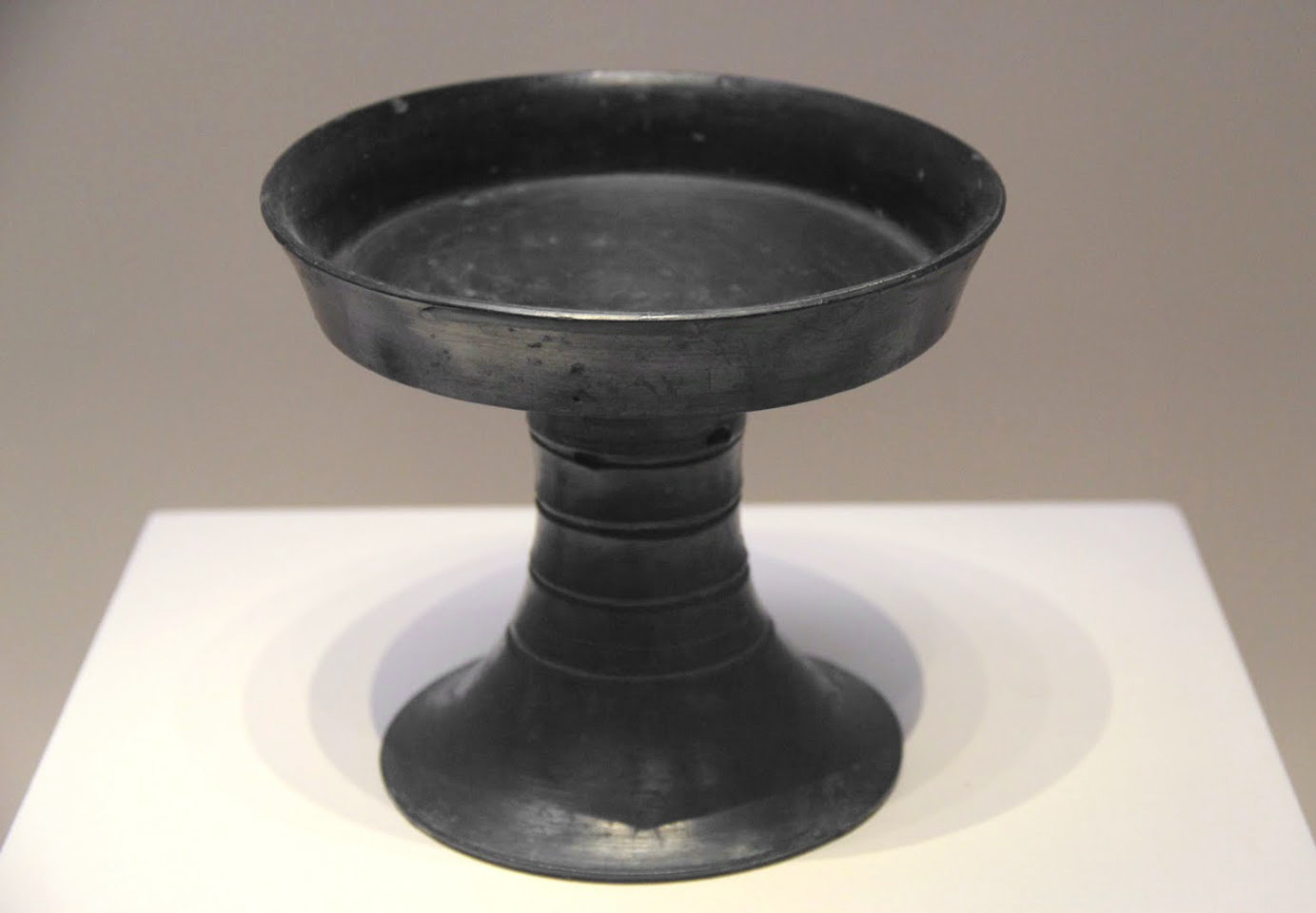
Kielich w kształcie naczynia dou stanowiący przykład czarnej ceramiki z kultury Liangzhu. Chińskie Muzeum Narodowe